# Урјуп
Урјуп је река у западном Сибиру, лева притока Чулима притоке Оба.
Река извире на северним огранцима Кузњечког Алатаја у Хакасији. Од самог извора па надаље река целим својим током представља границу, и то: у горњим током ова река је граница између Хакасије и Кемеровске области, док је у доњем току она граница између Кемеровске области и Краснојарске Покрајине. 
Дужина реке износи 223 km. Река није пловна, а њен хидропотенцијал је промењих у зависности од количине годишњих падавина у оближњим планинама.